# Manuel González Prada

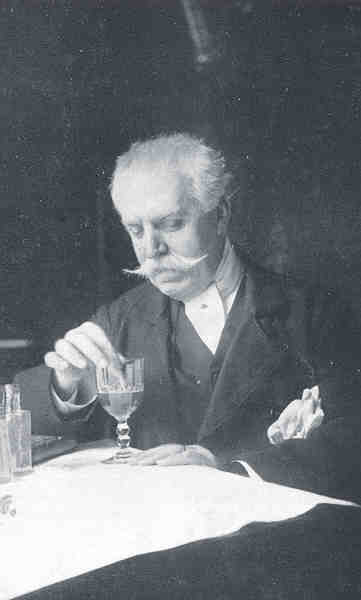
Manuel González Prada (1915)

Jose Manuel de los Reyes González de Prada y Ulloa (* 5. Januar 1844 in Lima; † 22. Juli 1918 ebenda) war ein peruanischer Politiker, Anarchist, Literaturwissenschaftler und Schriftsteller, der mit seinem 1867 in der Zeitung El Comercio veröffentlichten Gedicht Al Amor den Modernismo in der peruanischen Literatur begründete. Er wurde 1885 Präsident des Círculo Literario, aus dem 1891 mit der Unión Nacional eine der ältesten Parteien des Landes hervorging, sowie zuletzt zwischen 1912 und seinem Tode 1918 Direktor der Nationalbibliothek (Biblioteca Nacional del Perú).

## Leben
Jose Manuel de los Reyes González de Prada y Ulloa, Sohn des Richters sowie Bürgermeisters der Stadt Lima von 1857 bis 1858 Francisco González de Prada und dessen Ehefrau María Josefa Álvarez de Ulloa, besuchte das Real Convictorio de San Carlos und absolvierte danach ein Studium an der Universidad Nacional Mayor de San Marcos (UNMSM). Mit seinem 1867 in der Zeitung El Comercio veröffentlichten Gedicht Al Amor begründete er den Modernismo in der peruanischen Literatur. Seine autodidaktische Literaturausbildung konzentrierte sich auf die spanischen Klassiker, die französischen Symbolisten und einige deutsche Autoren wie Johann Wolfgang von Goethe, Friedrich Schiller und Theodor Körner, die er selbst übersetzte. Auf dieser Grundlage führte er eine metrische und rhythmische Erneuerung der spanischen Lyrik durch, die er in der 1877 veröffentlichten Abhandlung Ortometría. Apuntes para una rítmica darstellte. Darin führte er metrische Strophen aus der französischen und italienischen mittelalterlichen Lyrik sowie persische Kompositionen ein. Während des Salpeterkrieges leistete er zwischen 1879 und 1889 Militärdienst als Reserveoffizier.
1885 wurde Manuel González Prada Präsident des Círculo Literario, eines Klubs liberaler Schriftsteller. Er verfasste radikale Artikel und Reden, in denen er die sozialen und wirtschaftlichen Bedingungen kritisierte, die indianischen Ureinwohner verteidigte, die Aristokratie, die Armee und die katholische Kirche als die drei Säulen der peruanischen Oligarchie kritisierte. Er war zudem ein radikaler Kritiker des fortdauernden spanischen Einflusses auf Lateinamerika. Er und der seit 1880 in ganz Lateinamerika spürbare Einfluss des Positivismus und europäische Realismus beeinflussten die Werke von Autoren wie Clorinda Matto de Turner und Mercedes Cabello de Carbonera. Seine politischen Ideen waren vom Positivismus geprägt, förderten die anarchistischen Ideologie und bereiteten die Grundlage für die modernen politischen Parteien Perus.

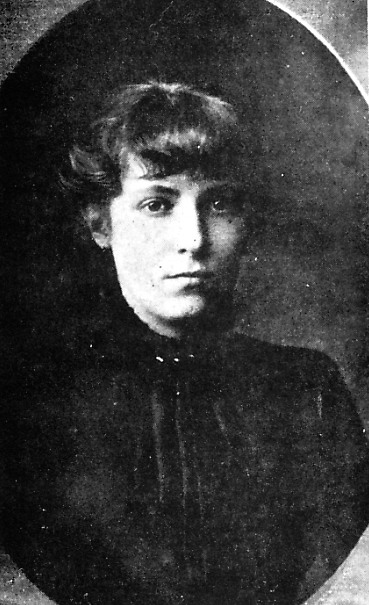
Manuel González Prada war seit 1887 mit der Schriftstellerin Adriana de Verneuil verheiratet

Nachdem aus dem Círculo Literario 1891 mit der Unión Nacional eine der ältesten Parteien des Landes hervorging, verfasste er deren Grundsatzprogramm und fuhr danach nach Europa. Dort besuchte er Vorlesungen des Collège de France und unternahm Studien an Theatern, Museen und Bibliotheken. 1894 veröffentlichte er Páginas libres. Als dieses in Peru erschien, wurde Kopien aus Protest gegen die dortigen liberalen Ideen öffentlich verbrannt.
Nach seiner Rückkehr nach Peru 1898 wurde er Vorsitzender der Unión Nacional und veröffentlichte weitere Artikel, die sich kritisch mit den sozioökonomischen Bedingungen auseinandersetzten. Als die Regierung und konservative Kräfte Zeitungsverlage schlossen, in denen seine Artikel erschienen, radikalisierte er sein politisches Denken zunehmend in eine anarchistisch-antiklerikale Philosophie. Aufgrund seiner geäußerten Kritik an der katholischen Kirche wurde er schließlich exkommuniziert.
Vor den Wahlen 1904 galt Manuel González Prada als möglicher gemeinsamer Präsidentschaftskandidat der Unión Nacional und der Liberalen Partei genannt, lehnte eine Kandidatur jedoch ab. 1912 wurde er als Nachfolger von Ricardo Palma zum Direktor der Nationalbibliothek (Biblioteca Nacional del Perú) ernannt. Er trat von diesem Amt aus Protest gegen die Entmachtung des verfassungsmäßigen Staatspräsidenten Guillermo Billinghurst am 4. Februar 1914 zurück. 1915 berief ihn der neu gewählte Staatspräsident José Pardo y Barreda wieder zum Direktor der Nationalbibliothek. Seitdem bekleidete González Prada diese Funktion nunmehr bis zu seinem Tode am 22. Juli 1918, woraufhin Alejandro Deústua Escarza seine Nachfolge antrat.
Aus seiner 1887 geschlossenen Ehe mit der Schriftstellerin Adriana de Verneuil ging der Schriftsteller und Diplomat Alfredo González Prada hervor. Aus seiner Beziehung mit Verónica Calvet y Bolívar stammte zudem seine Tochter Mercedes González Prada Calvet. Nach seinem Tode wurde er auf dem Cementerio Presbítero Matías Maestro in Lima beigesetzt.

## Veröffentlichungen
Seine zum Teil posthum veröffentlichte Poesie ist thematisch mit einer rebellischen Romantik verbunden, die ihre politischen und sozialen Anliegen verrät, in ihrem zurückhaltenden und genauen Ausdruck dem Symbolismus verpflichtet. Zu seinen Werken gehören:
- Ortometría. Apuntes para una rítmica, 1877
- Páginas libres, 1894
- Minúsculas, Gedichte, 1901
- Horas de lucha, 1908
- Presbiterianas, Gedichte, 1909
- Exóticas, Gedichte, 1911

posthum
- Trozos de vida, Gedichte, 1933
- Baladas peruanas, Gedichte, 1935
- Grafitos, Gedichte, 1937
- Adoración, Gedichte, 1946

## Hintergrundliteratur
- Thomas Ward: La anarquía imanentista de Manuel González Prada, Washington, D.C., 1998, ISBN 0-8204-3079-X
- Mónica Albizúrez Gil: Modernidades extremas. Textos y prácticas literarias en América Latina: Francisco Bilbao, Manuel González Prada, Manuel Ugarte y Manoel Bomfim, Verlag Klaus Dieter Vervuert, Frankfurt am Main 2016, ISBN 978-3-95487-501-6